# Rakaposhi
Rakaposhi – szczyt w Pakistanie w paśmie Rakaposhi Range, w łańcuchu Karakorum. Leży około 100 km na północ od miasta Gilgit. Słynie z największej (naziemnej) deniwelacji na świecie – zachodnia flanka wznosi się prawie 6000 metrów ponad korytem opływającej szczyt rzeki Hunza.

## Historia zdobywania szczytu
Szczyt został zdobyty w 1958 przez uczestników ekspedycji brytyjsko-pakistańskiej. Zdobywcy Mike Banks i Tom Patey doznali odmrożeń, a ich towarzysz pośliznął się podczas zejścia i zginął.
Drugie wejście na górę zostało dokonane przez uczestników wyprawy polskiej w 1979: Krystynę Palmowską, Annę Czerwińską, Ryszarda Kowalewskiego, Tadeusza Piotrowskiego, Andrzeja Bielunia, Jacka Gronczewskiego i Jerzego Tillaka.